# Heliophanus orchestioides
Heliophanus orchestioides este o specie de păianjeni din genul Heliophanus, familia Salticidae, descrisă de Roger de Lessert în anul 1925. Conform Catalogue of Life specia Heliophanus orchestioides nu are subspecii cunoscute.